# Dirk Reinhardt (Mediziner)
Dirk Reinhardt (* 1965 in Neumünster) ist ein deutscher Kinder-Hämato-Onkologe und ehemaliger Direktor der Kinderklinik III des Universitätsklinikums Essen.

## Leben
Dirk Reinhardt wuchs in Stade in Niedersachsen auf. Von 1987 bis 1993 absolvierte er ein Studium der Humanmedizin und Sportwissenschaften an der Georg-August-Universität Göttingen. Gleichzeitig engagierte er sich von 1990 bis 1993 als Sportreferent der Universität Göttingen.
1993 folgte die Promotion, von 1994 bis 1999 die Facharztausbildung in der Universitätskinderklinik Göttingen. Ende 1999 wechselte Reinhardt an die Universitätskinderklinik Münster, Klinik für Pädiatrische Hämatologie/Onkologie. Er war Studienarzt der AML-BFM-Studie bei Ursula Creutzig.
2005 habilitierte er, ab 2006 war er Oberarzt an der Medizinischen Hochschule Hannover (MHH). 2007 folgte der Ruf auf eine Professur an der Universität Leipzig (abgelehnt) sowie eine außerplanmäßige Professur an der MHH mit dem  Schwerpunkt Pädiatrische Hämatologie/Onkologie. 2009 übernahm er das Mandat als Studiengruppenleiter der AML-BFM-Studien.
Von 2012 bis 2014 übernahm er die kommissarische Leitung der Klinik für Pädiatrische Hämatologie/Onkologie an der MHH in Hannover. Ende 2014 folgte er dem Ruf auf die W3-Professur für Pädiatrie an der Universität Duisburg-Essen.
Ende Oktober 2024 gab die Universitätsmedizin Essen – ohne Angabe von Gründen – die Trennung von ihm bekannt.
Mit der Gründung des „Leukämie Institut Frankfurt Essen (LIFE) Forschung für Kinder GmbH“ mit Sitz in Essen und der partiellen Anstellung in der Kinderklinik am Universitätsklinikum Frankfurt setzt er die klinische Forschung fort.
Seit August 2025 ist er als Geschäftsführer des Bestattungsunternehmens Stefan Selak GmbH tätig.

## Forschung
Reinhardts wissenschaftlicher Schwerpunkt ist die akute myeloische Leukämie (AML) bei Kindern und Jugendlichen. Er leitet seit 2009 die AML-BFM-Studiengruppe. Initiiert wurden die AML-BFM-Studien 1978 durch Ursula Creutzig. Die Studiengruppe gibt die Studienprotokolle und Therapieempfehlungen zur Behandlung der AML bei Kindern und Jugendlichen für Deutschland, Österreich, Tschechien, Polen, Slowakei, Slowenien vor. Die Therapieempfehlungen werden auch in den meisten osteuropäischen Ländern, vielen asiatischen Ländern sowie in südamerikanischen Ländern angewandt.
Dirk Reinhardt ist Autor oder Ko-Autor von mehr als 350 internationalen Publikationen.

## Sonstiges
2010 gründeten Kinderkliniken und Kinderkrankenpflegedienste das „Netzwerk für die Versorgung schwerkranker Kinder und Jugendlicher e.V.“, dessen Vorsitzender Dirk Reinhardt bis heute ist. Das Betreuungsnetz ist Träger der flächendeckenden Etablierung der spezialisierten ambulanten pädiatrischen Palliativversorgung (SAPV-KJ), und betreibt Geschwisterkinderprojekte und Trauerbegleitung.
Durch den Angriff auf die Ukraine mussten 2022 schnell Behandlungsmöglichkeiten für krebskranke ukrainische Kinder gefunden werden. Insgesamt wurden und werden ca. 58 Kinder und Jugendliche in der Universitätskinderklinik Essen behandelt.
Reinhardt ist Vorsitzender des Netzwerk für die Versorgung schwerkranker Kinder und Jugendlicher.
Ehrenamtlich ist D. Reinhardt als Vorsitzender der Kunstturn Vereinigung Ruhr-West, Mülheim, aktiv, deren Wettkampfmannschaft 2024 den 2. Platz in der 2. Bundesliga Nord erreichen konnte.